# 능성 쌍봉사 감역교지
능성 쌍봉사 감역교지(綾城雙峰寺減役敎旨)는 조선 세조 3년 8월 10일에 국왕이 전라도 능성(현 화순)의 쌍봉사에 내린 사패교지이다. 1989년 8월 1일 대한민국의 보물 제1006호로 지정되었다.
내용은 쌍봉사에 대해서는 감사와 수령에게 이전에 교지를 내린 바 있듯이 다시금 살피고 더욱 완전하게 보호하여 잡역을 감면시키라는 것이다. 말미의 천순은 명나라 정통제(영종)의 연호이다. 한편 쌍봉사사적비에는 세조 3년 8월 8일에 능주 쌍봉사에 이러한 교지를 내렸다고 적혀있는데 이 사패교지와는 이틀의 차이가 난다.
《세조실록》 권8, 세조 3년 정축 8월 14일 조항을 보면, 세조가 어찰로써 전라도관찰사 송처관에게 타이르기를 "경이 장관으로서 전지를 어기고 절에서 소요를 일으켰다고 아뢰고는 멋대로 승려에게 벌을 주었는데, 이 무슨 의도인가? 그러면 누가 임금의 전지를 따르겠는가? 경에게 일찍부터 지식이 있고 재질을 아끼는 까닭에 특별히 용서하니 이후 근신하라"고 하였다.

## 개요
세조 3년(1457) 8월에 세조가 전라도 능성에 있는 쌍봉사에 잡역을 면하고 토지와 노비를 내리는 것을 명하는 교지로, “감사와 수령은 전에 내린 전지(傳旨)에 의거하여 쌍봉사를 잘 살펴 보호하고 잡역을 감면하라”는 내용이 담겨있다.
이 교지는 총 7행에 걸쳐 해서체로 쓰여졌는데, 예천 용문사 감역교지(보물 제729호)와 형식이 동일하고 다만 대상지명, 절의 이름, 발급된 날짜만 다를 뿐이다.
조선 전기에 왕이 직접 내린 문서로 당시 사패교지의 형식을 알 수 있는 중요한 문서이며, 또한 세조임금의 사찰보호 및 불교귀의에 관한 의지를 엿볼 수 있는 자료이다.

## 같이 보기
- 예천 용문사 감역교지 (보물 제729호)